# Campionati mondiali di pentathlon moderno 2008
I campionati mondiali di pentathlon moderno 2008 si sono svolti a Budapest, in Ungheria, dove si sono disputate le gare maschili e femminili, individuali ed a squadre.

## Risultati

### Maschili
| Evento              | Oro                                                        | Argento                                                              | Bronzo                                                     |
| Individuale         | Il'ja Frolov                                               | David Svoboda                                                        | Jahor Lapo                                                 |
| A squadre           | Russia Il'ja Frolov Andrej Moiseev Aleksej Turkin          | Ucraina Jevhenij Borkin Dmytro Kyrpuljans'kyj Pavlo Tymoščenko       | Bielorussia Jahor Lapo Michail Prakapenka Dzmitryj Meljach |
| Staffetta a squadre | Bielorussia Michail Prakapenka Jahor Lapo Dzmitryj Meljach | Lituania Andrejus Zadneprovskis Justinas Kinderis Edvinas Krungolcas | Ungheria Péter Tibolya Róbert Kasza Ádám Marosi            |

### Femminili
| Evento              | Oro                                                        | Argento                                                       | Bronzo                                                     |
| Individuale         | Amélie Caze                                                | Aya Medany                                                    | Katherine Livingston                                       |
| A squadre           | Polonia Edyta Małoszyc Paulina Boenisz Sylwia Czwojdzińska | Gran Bretagna Katherine Livingston Heather Fell Mhairi Spence | Ungheria Leila Gyenesei Adrienn Tóth Zsuzsanna Vörös       |
| Staffetta a squadre | Ungheria Adrienn Tóth Leila Gyenesei Sarolta Kovács        | Gran Bretagna Mhairi Spence Heather Fell Katherine Livingston | Polonia Edyta Małoszyc Paulina Boenisz Sylwia Czwojdzińska |

## Medagliere
| Posizione | Paese         |   |   |   | Totale |
| --------- | ------------- | - | - | - | ------ |
| 1         | Russia        | 2 | 0 | 0 | 2      |
| 2         | Bielorussia   | 1 | 0 | 2 | 3      |
| 2         | Ungheria      | 1 | 0 | 2 | 3      |
| 4         | Polonia       | 1 | 0 | 1 | 2      |
| 5         | Francia       | 1 | 0 | 0 | 1      |
| 6         | Gran Bretagna | 0 | 2 | 1 | 3      |
| 7         | Rep. Ceca     | 0 | 1 | 0 | 1      |
| 7         | Egitto        | 0 | 1 | 0 | 1      |
| 7         | Lituania      | 0 | 1 | 0 | 1      |
| 7         | Ucraina       | 0 | 1 | 0 | 1      |
| Totale    | Totale        | 6 | 6 | 6 | 18     |